# Черкасская (Орловская область)
Черкасская — деревня в Кромском районе Орловской области России. 
Входит в Стрелецкое сельское поселение в рамках организации местного самоуправления и в Стрелецкий сельсовет в рамках административно-территориального устройства.

## География
Расположена на реке Крома, на восточной границе райцентра, посёлка городского типа Кромы, в 36 км к юго-западу от центра города Орёл.

## Население
| 2002 | 2010  |
| ---- | ----- |
| 1393 | ↘1306 |

Согласно результатам переписи 2002 года, в национальной структуре населения русские составляли 95 % от жителей.